# Vedkantlav
Vedkantlav (Lecanora scanica) är en lavart som beskrevs av H.Magn.. Vedkantlav ingår i släktet Lecanora, och familjen Lecanoraceae. Enligt den svenska rödlistan är arten akut hotad i Sverige. Arten förekommer i Götaland. Arten har tidigare förekommit i Svealand men är numera lokalt utdöd. Artens livsmiljö är skogslandskap.